# 1474 Beira
1474 Beira este o planetă minoră (asteroid), cu un diametru de , din Mars-crossing asteroid[*]. A fost descoperită pe 20 august 1935 la Union Observatory⁠(d) de Cyril Jackson și a fost numită după Beira. 
Obiectul prezintă o orbită caracterizată de o semiaxă mare de 2,732873 UAi, o excentricitate de 0,49, o înclinație de 26,68236 ° în raport cu ecliptica.